# 御門台站

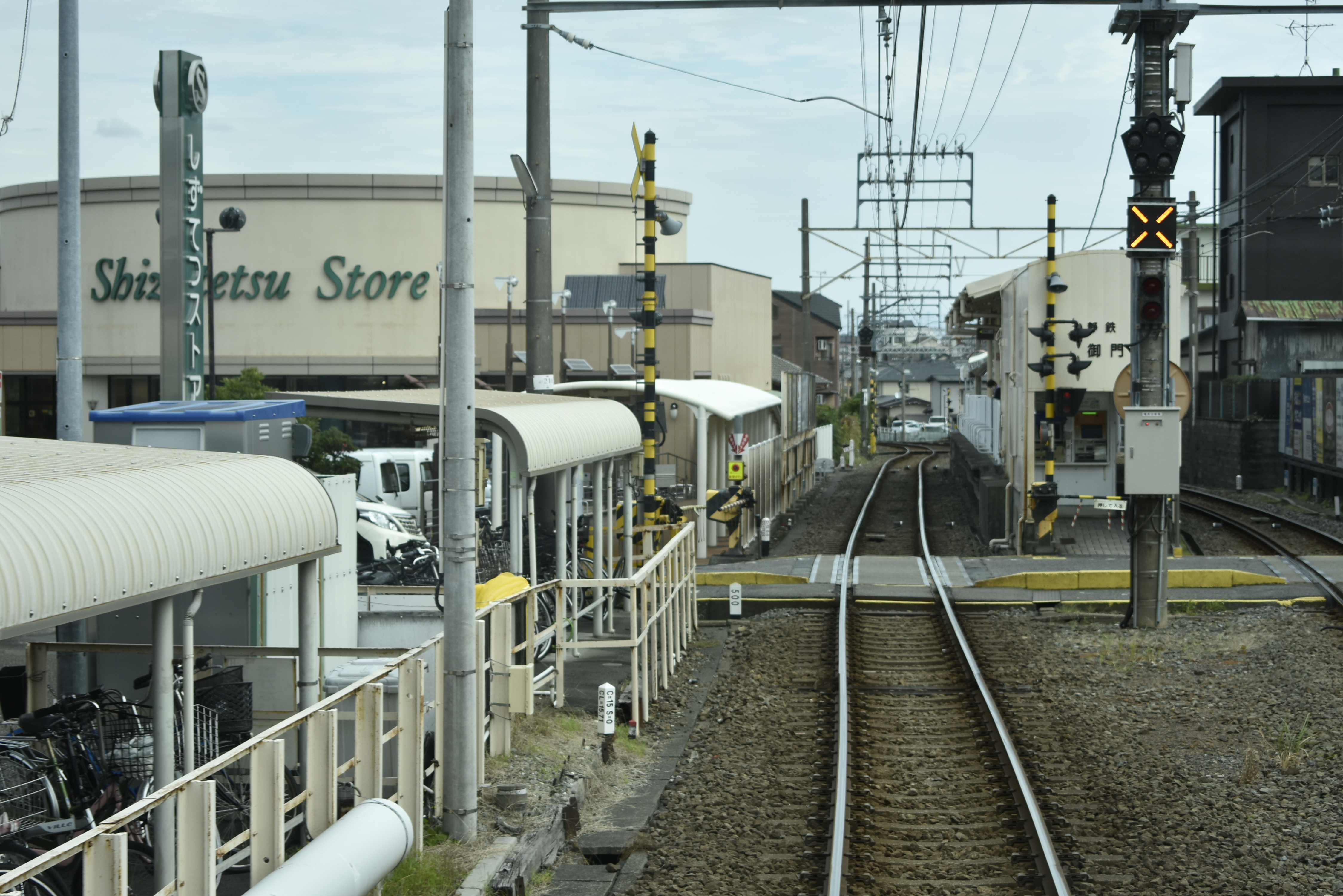
從下行線望向此站（2010年10月）

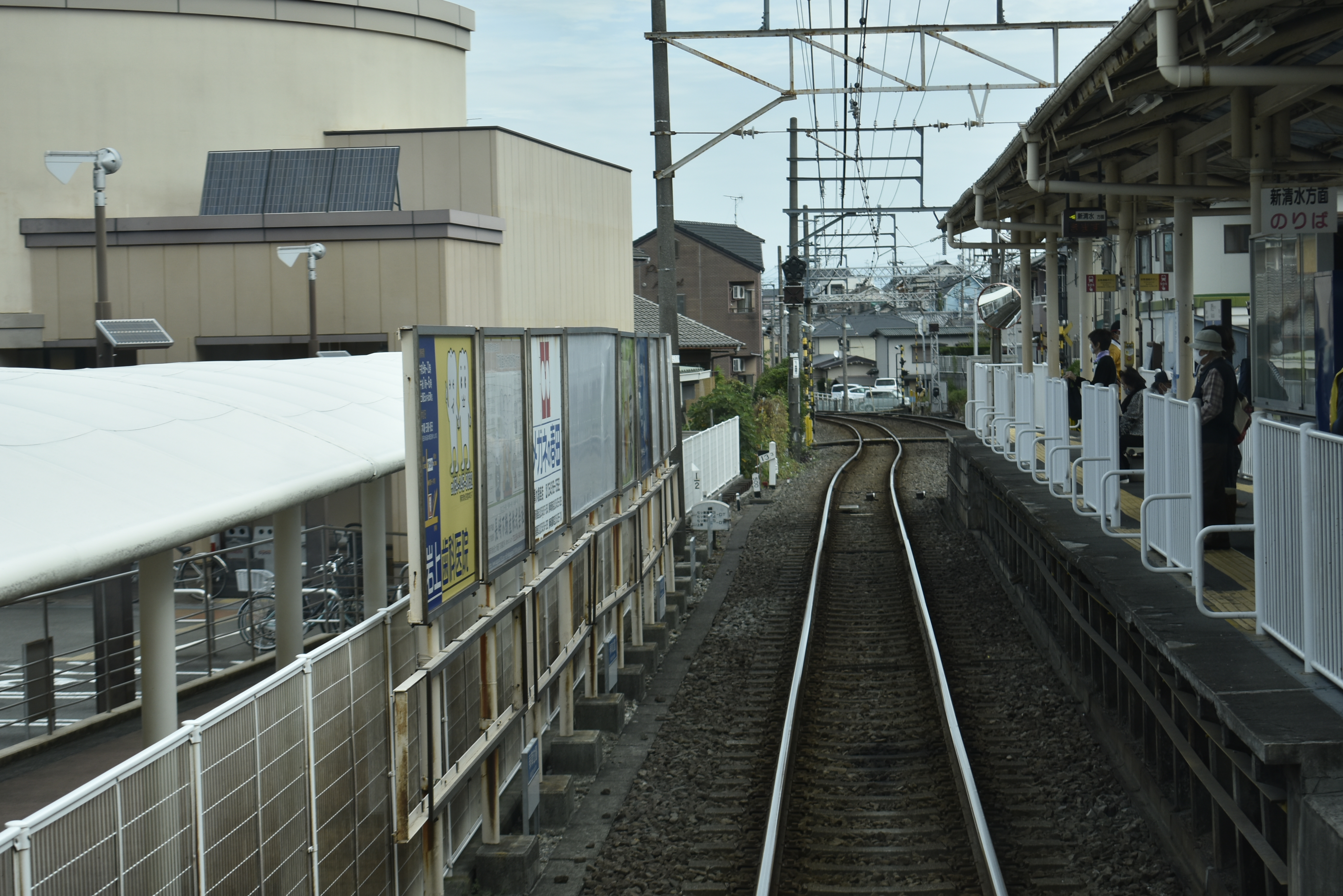
下行列車進站中（2010年10月）

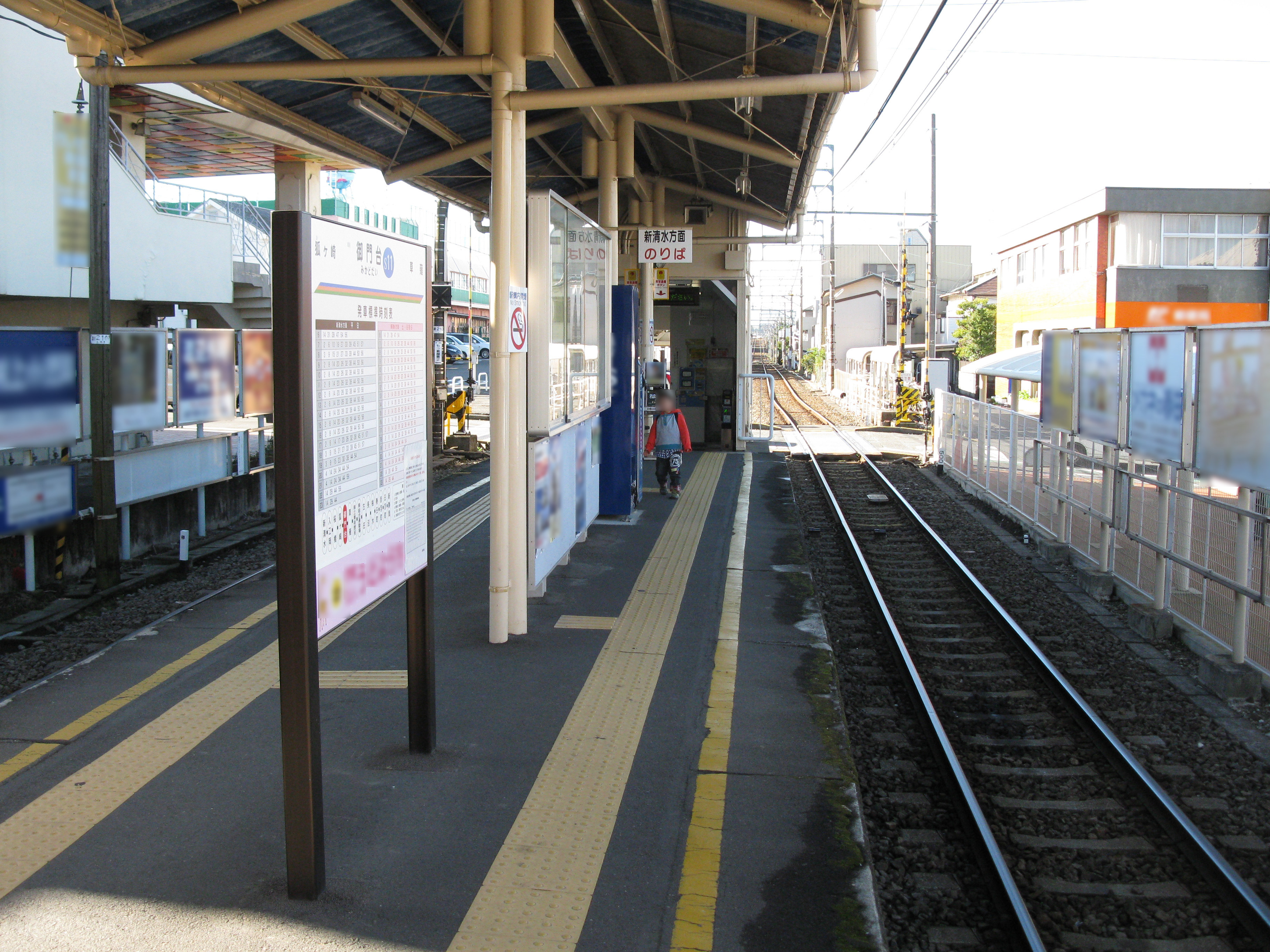
月台（2010年12月）

御門台站（日语：／ Mikadodai eki */?）是位於靜岡縣靜岡市清水區七新屋一丁目，靜岡鐵道的靜岡清水線車站。車站編號為S11。

## 歷史
- 1908年（明治41年）12月9日：車站啟用，當時名為有度學校前站。
- 1961年（昭和36年）3月1日：改名為現時車站名稱。

在1996年（平成8年）3月31日前，此站曾經是急行停車站。

## 車站構造
車站是一座地面車站，設有1面2線的島式月台。車站大樓與月台一體化，車站出入口位於平交道東邊和大樓西邊。但是，當上行列車進站至離開車站後，平交道將會關閉。
由於車站空間有限，站內沒有廁所。最接近的廁所是位於車站西邊的靜岡鐵道私家地方，該處還設有單車停泊場。廁所是男女共用濕廁。

### 月台
| 月台 | 路線        | 上下行 | 方向             |
| ---- | ----------- | ------ | ---------------- |
| 1    | ●靜岡清水線 | 下行   | 櫻橋、新清水方向 |
| 2    | ●靜岡清水線 | 上行   | 草薙、新靜岡方向 |

## 使用狀況
根據「靜岡市統計書」，2018年度一日平均乘車人次為1,437人，下車人次為1,513人。以上落人次比較，於靜岡清水線15座車站中排名第9。以下為近年上落人次列表：
| 年度               | 1日平均上落人次 | 1日平均上落人次 | 1日平均上落人次 |
| 年度               | 上車人次        | 落車人次        | 合計            |
| ------------------ | --------------- | --------------- | --------------- |
| 2002年（平成14年） | 1,256           | 1,583           | 2,839           |
| 2003年（平成15年） | 1,271           | 1,621           | 2,892           |
| 2004年（平成16年） | 1,252           | 1,608           | 2,860           |
| 2005年（平成17年） | 1,389           | 1,455           | 2,844           |
| 2006年（平成18年） | 1,244           | 1,632           | 2,876           |
| 2007年（平成19年） | 1,281           | 1,649           | 2,930           |
| 2008年（平成20年） | 1,442           | 1,386           | 2,828           |
| 2009年（平成21年） | 1,337           | 1,290           | 2,627           |
| 2010年（平成22年） | 1,324           | 1,473           | 2,797           |
| 2011年（平成23年） | 1,321           | 1,505           | 2,826           |
| 2012年（平成24年） | 1,363           | 1,506           | 2,869           |
| 2013年（平成25年） | 1,321           | 1,397           | 2,718           |
| 2014年（平成26年） | 1,358           | 1,422           | 2,780           |
| 2015年（平成27年） | 1,403           | 1,459           | 2,862           |
| 2016年（平成28年） | 1,425           | 1,490           | 2,915           |
| 2017年（平成29年） | 1,421           | 1,496           | 2,917           |
| 2018年（平成30年） | 1,437           | 1,513           | 2,950           |

## 車站周邊
- 清水御門台郵局
- 靜岡市清水有度公民館
- 靜岡市立清水有度第一小學
- 靜鐵商店御門台店

## 相鄰車站
靜岡鐵道
 S  靜岡清水線
■通勤急行、■急行、■普通
草薙（S10）－御門台（S11）－孤崎（S12）

## 注腳
1. 1 2  月台方向表示採用靜鐵官方網站中此站的「時間表」為準
2. ↑  静岡市統計書 （页面存档备份，存于）（日語） - 靜岡市

## 外部連結
- 時間表、沿線資訊 - 御門台站 （页面存档备份，存于）（日語） - 靜鐵集團